# Trégunc
Trégunc is een gemeente in het Franse departement Finistère (regio Bretagne). De plaats maakt deel uit van het arrondissement Quimper. Trégunc telde op 1 januari 2022 7.094 inwoners.

## Geografie
De oppervlakte van Trégunc bedroeg op 1 januari 2022 50,61 vierkante kilometer; de bevolkingsdichtheid was toen 140,2 inwoners per km².

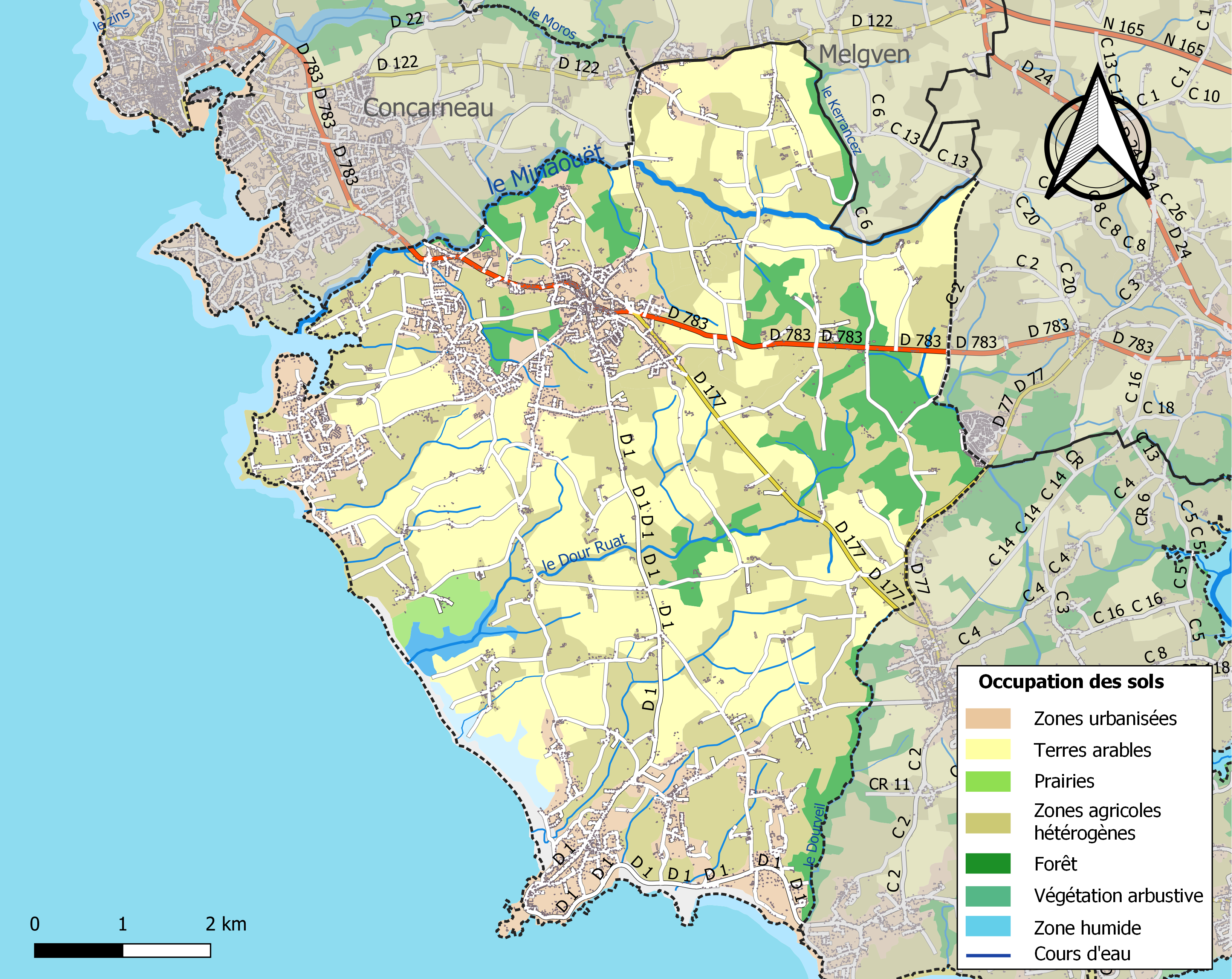
Kaart van de gemeente met belangrijkste infrastructuur, bodemgebruik en omliggende gemeenten

## Demografie
Onderstaande figuur toont het verloop van het inwonertal (bron: INSEE-tellingen).